# Sedula mater
Sedula mater, en español, "Madre atenta", es una carta apostólica del papa Francisco, en forma de motu proprio, del 15 de agosto de 2016, con el que instituye, dentro de la Curia romana, el Dicasterio de los Laicos, la Familia y la Vida.

## Antecedentes
Pablo VI, mediante el motu proprio Catholicam Chistri Ecclesiam, del 6 de enero de 1967, instituyó el Consejo Pontificio para los Laicos , dirigido a la promoción y coordinación del apostolado de los laicos; Juan Pablo II, en la reforma de la Curia romana, realizada a través de la const. apost. Pastor Bonus, amplió los cometidos de este Consejo encomendándole todos los asuntos relativos a la vida cristiana de los laicos; entre otras tareas pasó a encargarse de las Jornadas Muniales de la Juventud. 
El Consejo Pontificio para la Familia, creado por Juan Pablo II, con el motu proprio Familia a Deo instituta, del 9 de mayo de 1981, tiene como antecedente el Comité para la Familia, creado por Pablo VI en 1973. En la const. Pastor Bonus se recoge como función de este Consejo pontificio "promover la atención pastoral de las familias, proteger sus derechos y su dignidad en la Iglesia y en la sociedad civil, de modo que puedan ser capaces de cumplir con sus deberes". En particular, el Consejo "promueve y coordina los esfuerzos pastorales relacionados con el tema de la moral conyugal, y anima, sostiene y coordina las iniciativas en defensa de la vida humana en todas las etapas de su existencia, desde la concepción hasta la muerte natural".
Sedula mater unfica estos dos Consejos Pontificios en un solo Dicasterio, supone por tanto la modificación de la const. apost. Pastor Bonus, que los mantuvo en su reforma de la curia romana, exige por tanto la forma de una constitución apostólica o de un motu proprio, que es el instrumento elegido.

## Contenido delmotu proprio
Sedula Mater laicis, familiis vitaeque semper annorum decursu curam et sollicitudinem adhibuit Ecclesia, miserentis Salvatoris demonstrans in homines dilectionem. Nos Ipsi pro Nostro Dominici gregis Pastoris munere haec ob oculos habentes, omnia disponere festinamus, ut commodius latiusque Christi Iesu divitiae in christifideles effundantur.
La Iglesia, madre solícita, siempre, a lo largo de los siglos, ha cuidado y respetado a los laicos, a la familia ya la vida, manifestando el amor del Salvador misericordioso por la humanidad. Nosotros mismos, teniendo esto muy en cuenta en razón de Nuestro oficio de Pastor del rebaño del Señor, nos esforzamos con prontitud en disponer todo para que las riquezas de Cristo Jesús se derramen adecuada y abundantemente entre los fieles.
Carta apostólica en forma de motu proprio Sedula mater, inicio

Con estas palabras el papa presenta la creación del Dicasterio para los Laicos, la Familia y la Vida, dentro del proceso que está conduciendo para que los dicasterios de la curia romana se ajusten a las situaciones de la época y a las necesaidades de la Iglesia universal.  Se instituye este nuevo Dicasterio que se regirá por unos Estatutos propios y con las competencias y funciones que hasta ese momento correspondían al Consejo Pontificio para los Laicos y al Consejo Pontificio para la Familia.
El motu proprio fija la fecha del 1 de septiembre de 2016, para el inicio de las funciones del nuevo Dicasterio y el cese de los dos consejos pontificios que sustittuye, 

### Estatutos
En su publicación en el Acta Apostolicae Sedis, el motu proprio incluye como anejo los Estatutos del nuevo Dicasterio. que quedan aprobados ad experimentum. En su art. 1 establece la competencia del Dicasterio "sobre las materias que pertenecen a la Sede Apostólica para la promoción de la vida y el apostolado de los laicos, el cuidado pastoral de la familia y de su misión según el diseño de Dios, y para la tutela de la vida humana".
El Dicasterio, de acuerdo con el art. 2 está presidido por el Prefecto ayudado por el Secretario, que podría se laico, de tres subsecretarios laicos, y del adecuado número de oficiales crérigos y laicos, Además, según recoge el art. 3, cuenta con miembros, hombres y mujeres, casados y célibes, que desempeñan distintas actividades y provenientes de diversas partes del mundo; dispone también de Consultores.
Se oreganiza en tres secciones, una sección para los Laicos (arts. 5-7), otra para la Familia (arts. 8-10) , y una tercera, para la Vida (arts. 11-12).

### El nuevo dicasterio tras la Praedicate evangelium
La const. apost. Praedicate evangelium, del papa Francisco, promulgada el 19 de marzo de 2022, recoge en su reforma de la Curia romana, este Dicasterio encomendándole las mismas materias que preveía el motu proprio, y exponiendo con cierta amplitud sus cometidos.